# Sanarica
Sanarica es una localidad italiana de la provincia de Lecce, región de Apulia. Tiene una población estimada, a fines de agosto de 2021, de 1.475 habitantes.

## Evolución demográfica
| Gráfica de evolución demográfica de Sanarica entre 1861 y 2021 |
|                                                                |
| Fuente ISTAT - elaboración gráfica de Wikipedia                |